# Незабудка (фільм)
«Незабудка»(англ. Forget Me Not) — американський фільм 2009 року.

## Сюжет
Сенді Ченнінг має успіх в школі свого маленького містечка, її вибрали президентом класу. Вона має намір із задоволенням провести вихідні, проте несподівано один за іншим починають зникати її друзі. Виявляється, всі разом вони ненароком «розбудили» мстивий дух якоїсь загиблої багато років тому дівчинки. Сенді доведеться розкрити похмуру таємницю свого минулого, поки ще не пізно.